# Eugen Schönebeck
Pour les articles homonymes, voir Schönebeck.
Eugen Schönebeck, né le 11 juin 1936 à Heidenau dans le district de Dresde, est un peintre allemand.

## Biographie
Né le 11 juin 1936 à Heidenau dans une petite ville industrielle, Eugen Schönebeck est le fils d'un peintre décorateur Paul Schönebeck et de Gerda. Entre 1942 et 1945, il va à l'école primaire d'Heidenau-Großsedelitz. La famille s'installe après la guerre à côté de Pirna.
Eugen Schönebeck fait ses études à l'École de Berlin-Est, master d'Arts et Métiers, en 1954. Un an plus tard, il s'installe à Berlin-Ouest, et termine ses études à l'Académie des beaux-arts en 1961. À cette époque, il est élève de Hans Jaenisch et Hans Kuhn, et rencontre son condisciple Georg Baselitz à l'Académie. En 1961, Baselitz et Schönebeck montent une exposition commune de leurs œuvres et publient le « 1. Pandämonische Manifest » (Premier manifeste Pandémonium), en relation avec l'exposition. C'est aussi l'année où Schönebeck et Baselitz prennent fin de leur coopération. Plus tard, Schönebeck donne sa première exposition personnelle à la Galerie de l'hôtel Hilton-Kolonnaden à Berlin, suivie d'une exposition à la Galerie Katz Benjamin en 1965. Après pas tout à fait dix ans d'activité artistique en 1967, Schöneberg abandonne la peinture et se retire de la vie publique dans les arts.
Il a réalisé quelque 80 peintures à l'huile et plus de 800 dessins pendant les quelques années de sa vie active d'artiste.
Ses tableaux étaient encore présentés au public lors des expositions sur le développement de l'art allemand après 1945 et a été comme en 1973 dans l'État Kunsthalle de Baden-Baden[pas clair] (Staatliche Kunsthalle Baden-Baden (de), ou en 1977 à le documenta 6 de Cassel, ou dans le monde entier comme en Suisse, en Grèce, en Italie, en Grande-Bretagne ou aux États-Unis.
Il est invité à participer à la documenta de Cassel ou il est classé sixième[pas clair]. En 1992 il reçoit le Prix Fred Thieler, prix de peinture.

## Expositions personnelles
- 1961 : Manifeste Show, en collaboration avec Georg Baselitz, Schaper Straße 22  à Berlin
- 1962 : Galerie de l'hôtel Hilton - Colonnade à Berlin
- 1965 : Benjamin Katz Galerie à Berlin
- 1965 : Grande exposition d'art de Berlin
- 1966 : Le Portrait à Munich
- 1966 : Galerie Stummer et Hubschmidt à Zurich
- 1967 : Galerie Motte à Genève, à Milan, à Paris
- 1967 : Peintre de Berlin Young, Goethe-Institut à Athènes
- 1967 : Galerie Hansen au Danemark
- 1969 : Collection Ströher, National Gallery de Berlin
- 1969 : Städtische Kunsthalle Düsseldorf
- 1969 : Kunsthalle de Berne
- 1972 : II Dessins, musée Städtisches Leverkusen à Schloss Morsbroich
- 1973 : 14 × 14, Staatliche Kunsthalle à Baden -Baden
- 1973 : Le Portrait de nouvelles I et II, Galerie Abis à Berlin
- 1974 : première Biennale de Berlin
- 1974 : Galerie Abis à Berlin
- 1974 : Galerie, rue Böttcher à Brême
- 1974 : Hacker Produzentengalerie à Berlin
- 1975 : Institut Goethe à Rio de Janeiro
- 1975 : 8 à partir de Berlin à Édimbourg[pas clair], Berlin, Cologne
- 1977 : documenta 6 à Cassel
- 1978 : Académie des Arts à Berlin
- 1980 : L'horizon incurvé - Art à Berlin 1945-1967, Akademie der Künste à Berlin
- 1980 : Signes de foi - l'esprit de l'avant-garde, l'Orangerie, Schloss Charlottenburg à Berlin
- 1981 : Signes de l'art dans Duitsland 1981 Allemagne / Peintre en[pas clair], Palais des Beaux- Arts  à  Bruxelles
- 1984 : Elévateurs, manifestes, manifestations, Städtische Kunsthalle à Düsseldorf
- 1985 : Karl- Hofer -Gesellschaft, Berlin
- 1985 : L'Art allemand au XXe siècle, Royal Academy of Arts à Londres
- 1945-1985 : L'Art dans la République fédérale d'Allemagne, National Gallery de Berlin
- 1987 : Le Point de vue non utilisés, Martin-Gropius-Bau à Berlin
- 1987 : Art de Berlin, musée d'art moderne à New York
- 1987 : Trois générations, la Galerie Silvia Menzel à Berlin
- 1987 : Colonnes, Galerie Silvia Menzel à Berlin
- 1987 : Instantanés, Staatliche Kunsthalle à Berlin
- 1988 : La Couleur bleue, Galerie Silvia Menzel à Berlin
- 1989 : Peinture refiguré - L'image allemande de 1960 à 1988, Solomon R. Guggenheim Museum, New York, du Toledo Museum of Art, Toledo, Ohio, Williams College Museum of Art, Williamstown, Massachusetts, Kunstmuseum Düsseldorf, Schirn Kunsthalle à Frankfurt a M
- 1989 : la Controverse iconoclaste. Contradiction, unité et fragment dans l'art depuis 1960, musée Ludwig de Cologne dans les salles d'exposition du Rhin à Cologne
- 1990 : Ambiente Berlin Biennale di Venezia à Venise
- 1994 : L'Homme photos photos du corps, l'hygiène des musées à Dresde
- 1994 : La Fissure dans l'espace, Martin-Gropius-Bau à Berlin
- 1996 : Face à l'Histoire, Centre Pompidou à Paris
- 1997 : Photos Allemagne, Martin-Gropius-Bau à Berlin
- 2006 : Plus vite! Plus grand! MIEUX !, ZKM - Musée d'art contemporain, Karlsruhe (Hommage : 70e anniversaire) à Venise

## Publication
- (de) Zeichnungen 1960–1963. Galerie Menzel, Berlin 1986,  (ISBN 3-926342-00-5).